# Македонски језик
Македонски језик (мкд. македонски јазик) је јужнословенски језик којим говоре етнички (словенски) Македонци. Матично подручје овог језика налази се у данашњој Северној Македонији, а заступљен је и у македонској дијаспори. То је службени језик Северне Македоније, а статус мањинског језика има у деловима Албаније, Румуније и Србије. Пише се македонском ћирилицом.
Македонски језик нема никакве лингвистичке везе са језиком античких Македонаца. У Бугарској преовладава став којим се негира македонски језик и сматра се да македонска књижевна норма представља западну варијанту бугарског језика, док је у свету признат као самостални језик.
Велики женевски лингвиста Фердинанд де Сосир није забележио македонски језик током своје опсервације о језицима који се говоре у данашњој Северној Македонији: „У Македонији се могу срести сви могући језици: турски, бугарски, српски, грчки, албански, румунски, итд, помешани на разноразне начине од области до области.”
Влада Северне Македоније је 16. априла 2019. године донела одлуку да 5. мај буде Дан македонског језика у тој земљи.

## Сличност са осталим словенским језицима
Македонски језик има највећу сличност с бугарским и српским језиком (нарочито с призренско-тимочким дијалектом).
Током постојања Краљевине Србије и Краљевине Југославије, говори на територији данашње Северне Македоније су се сматрали јужним дијалектима српског језика.
Године 1943. Македонци су признати као посебан народ и након формирања Народне Републике Македоније у оквиру ФНРЈ, македонски језик је проглашен званичним језиком те републике.

## Правопис
Македонска ћирилица је службено писмо Северне Македоније. Састоји се из 31 слова.
Македонска азбука темељи се на српској азбуци Вук Караџића, а саставио ју је Крсте Петков Мисирков.
| Велика слова    |   |   |   |   |   |   |   |   |    |   |   |   |   |   |   |   |   |   |   |   |   |   |   |   |   |   |   |   |   |   |
|                 |   |   |   |   |   |   |   |   |    |   |   |   |   |   |   |   |   |   |   |   |   |   |   |   |   |   |   |   |   |   |
| Мала слова      |   |   |   |   |   |   |   |   |    |   |   |   |   |   |   |   |   |   |   |   |   |   |   |   |   |   |   |   |   |   |
|                 |   |   |   |   |   |   |   |   |    |   |   |   |   |   |   |   |   |   |   |   |   |   |   |   |   |   |   |   |   |   |
| Српска ћирилица |   |   |   |   |   |   |   |   |    |   |   |   |   |   |   |   |   |   |   |   |   |   |   |   |   |   |   |   |   |   |
| А               | Б | В | Г | Д | Ђ | Е | Ж | З | ДЗ | И | Ј | К | Л | Љ | М | Н | Њ | О | П | Р | С | Т | Ћ | У | Ф | Х | Ц | Ч | Џ | Ш |

## Дијалекти
Северно наречје
- Западна група:

1. Долнополошки дијалект
2. Скопскоцрногорски дијалект

- Источна група:

1. Кумановски дијалект
2. Кратовски дијалект
3. Кривопаланечки дијалект
4. Овчеполски дијалект

Западно наречје:
- Централна група:

1. Прилепско-битолски дијалект[9]
2. Кичевско-поречки дијалект[10]
3. Скопско-велешки дијалект

- Западна и северозападна група:

1. Горнополошки дијалект
2. Рекански дијалект
3. Галички дијалект[11]
4. Дебарски дијалект
5. Дримколско-голобрдски дијалект
6. Вевчанско-радошки дијалект[12]
7. Струшки дијалект
8. Охридски дијалект
9. Горнопреспански дијалект
10. Долнопреспански дијалект

Источно и јужно наречје
- Источна група:

1. Тиквешко-мариовски дијалект
2. Штипско-Кочански дијалект
3. Струмички дијалект
4. Малешевско-пирински дијалект[13]

- Југозападна група[14]:

1. Нестрамско-костенарски дијалект
2. Корчански дијалект
3. Костурски дијалект

- Југоисточна група:

1. Солунско-воденски дијалект[15]
2. Сер-Драма-Лагадин-Неврокопски дијалект[15]